# ماورو غونزاليس
ماورو غونزاليس (بالإسبانية: Mauro González)‏ (31 أغسطس 1996 بلانوس في الأرجنتين - ) هو لاعب كرة قدم أرجنتيني في مركز الوسط. لعب مع بوكا جونيورز ونادي سلوفان براتيسلافا.

## وصلات خارجية
- ماورو غونزاليس على موقع قاعدة بيانات كرة القدم.إي يو (الإنجليزية)
- ماورو غونزاليس على موقع Soccerway.com (الإنجليزية)